# El Carmen (Ecuador)
El Carmen es una ciudad ecuatoriana; cabecera cantonal del Cantón El Carmen, así como la quinta urbe más grande y poblada de la Provincia de Manabí. Se localiza al centro-norte de la región litoral del Ecuador, en una extensa llanura, atravesada por el río Suma, a una altitud de 236 m s. n. m. y con un clima lluvioso tropical de 23 °C en promedio.
Es llamada "La puerta de Oro de Manabí" por su ubicación geográfica, pues la vía que conduce al interior de la provincia desde Quito pasa por su jurisdicción. En el censo de 2022 tenía una población de 52.366 habitantes, lo que la convierte en la trigésima ciudad más poblada del país. Forma parte del área metropolitana de Santo Domingo, pues su actividad económica, social y comercial está fuertemente ligada a Santo Domingo, siendo "ciudad dormitorio" para miles de personas que se trasladan a aquella urbe por vía terrestre diariamente. El conglomerado alberga a 621.697 habitantes, y ocupa la octava posición entre las conurbaciones del Ecuador.
Sus orígenes datan desde la década de los 30, pero es después de su cantonización, cuando presenta un acelerado crecimiento demográfico hasta establecer un poblado urbano, que sería posteriormente, uno de los principales núcleos urbanos de la provincia. Es uno de los más importantes centros administrativos, económicos, financieros y comerciales de Manabí. Las actividades principales de la ciudad son la agricultura (principalmente de plátano), el comercio y la ganadería.

## Geografía
El Carmen se encuentra en las estribaciones de la Cordillera Occidental de los Andes, al Noroccidente de la provincia de Manabí. A ese nivel empieza a definirse la Región costanera, tiene 1.732 km² y su altura es de entre 300 y 400 m s. n. m. En su territorio existen varias cadenas montañosas como La Crespa, que es una derivación de la Cordillera de Jama-Coaque identificada también como "Tripa de Pollo", que sirve de límite con el cantón Flavio Alfaro.
La mayor parte de la superficie pertenece a las tierras bajas de la Costa, caracterizándose tres formaciones geológicas fundamentales:
- La plataforma de Río de Oro
- La del río Quinindé
- La cordillera Jama Coaque
- Convento

Una buena parte de la región la constituye terrenos aptos para el cultivo de pastizales y plantaciones de plátano, cacao y café; su suelo es excelente tanto por su composición química como por su profundidad.
El cantón El Carmen se encuentra ubicado al noroeste de la provincia de Manabí, limita al norte con la provincia de Esmeraldas, al este con la provincia de Santo Domingo de los Tsáchilas, al sur con la provincia del Guayas, y al oeste con los cantones manabitas de Chone y Flavio Alfaro. El cantón está conformado por dos parroquias urbanas y las rurales de Wilfrido Loor Moreira, San Pedro de Suma, El Paraíso - La 14 y Santa María.
Varios ríos cruzan el cantón como los afluentes del Daule que son: La Esperanza y Pupusá y los afluentes del Quinindé que son: El Suma y el Chila. Posee un clima cálido y húmedo.
La constante humedad del suelo hace que El Carmen sea dueño de una rica flora. Existen montañas vírgenes, no explotadas. Las especies endémicas son de inigualable belleza. Se encuentran infinidad de flores cuyos colores matizan con el verdor de los campos. Las especies que crecen en la zona son el tangaré, cedro amarillo, laurel, guachapelí y una gran variedad de palmas.
En la jurisdicción del cantón pueden verse jaguares, loros, guatusas, guantas, y culebras. Se consideran especies amenazadas a venados, tigrillos, monos y otras especies que casi han desaparecido por la depredación a las que han sometido los cazadores y comerciantes. La guanta sigue siendo cazada y comercializada en el cantón El Carmen, aunque se lo hace en forma clandestina por estar en peligro de extinción.

### Clima
De acuerdo con la clasificación climática de Köppen, El Carmen experimenta un clima monzónico (Am), el cual se caracteriza por las temperaturas altas y constantes lluvias durante todo el año. Las estaciones del año no son sensibles en la zona ecuatorial, no obstante, su proximidad al océano Pacífico hace que las corrientes de Humboldt (fría) y de El Niño (cálida) marquen dos períodos climáticos bien diferenciados: un pluvioso y cálido invierno, que va de diciembre a mayo, y un "verano" ligeramente más fresco y seco, entre junio y noviembre. 
Su temperatura promedio anual es de 23 °C; con un promedio de 23,7 °C, abril es el mes más cálido, mientras julio es el mes más frío, con 22,3 °C en promedio. Es un clima isotérmico por sus constantes precipitaciones durante todo el año (amplitud térmica anual inferior a 2 °C entre el mes más frío y el más cálido), si bien la temperatura real no es extremadamente alta, la humedad hace que la sensación térmica se eleve hacia los 35 °C o más. En cuanto a la precipitación, goza de lluvias abundantes y regulares siempre superiores a 2400 mm por año; hay una diferencia de 387 mm de precipitación entre los meses más secos y los más húmedos; marzo (21 días) tiene los días más lluviosos por mes en promedio, mientras la menor cantidad de días lluviosos se mide en agosto (9 días). La humedad relativa también es constante, con un promedio anual de 87,3%. 
| Parámetros climáticos promedio de El Carmen, Ecuador | Parámetros climáticos promedio de El Carmen, Ecuador | Parámetros climáticos promedio de El Carmen, Ecuador | Parámetros climáticos promedio de El Carmen, Ecuador | Parámetros climáticos promedio de El Carmen, Ecuador | Parámetros climáticos promedio de El Carmen, Ecuador | Parámetros climáticos promedio de El Carmen, Ecuador | Parámetros climáticos promedio de El Carmen, Ecuador | Parámetros climáticos promedio de El Carmen, Ecuador | Parámetros climáticos promedio de El Carmen, Ecuador | Parámetros climáticos promedio de El Carmen, Ecuador | Parámetros climáticos promedio de El Carmen, Ecuador | Parámetros climáticos promedio de El Carmen, Ecuador | Parámetros climáticos promedio de El Carmen, Ecuador |
| Mes                                                  | Ene.                                                 | Feb.                                                 | Mar.                                                 | Abr.                                                 | May.                                                 | Jun.                                                 | Jul.                                                 | Ago.                                                 | Sep.                                                 | Oct.                                                 | Nov.                                                 | Dic.                                                 | Anual                                                |
| ---------------------------------------------------- | ---------------------------------------------------- | ---------------------------------------------------- | ---------------------------------------------------- | ---------------------------------------------------- | ---------------------------------------------------- | ---------------------------------------------------- | ---------------------------------------------------- | ---------------------------------------------------- | ---------------------------------------------------- | ---------------------------------------------------- | ---------------------------------------------------- | ---------------------------------------------------- | ---------------------------------------------------- |
| Temp. máx. media (°C)                                | 26.1                                                 | 26.4                                                 | 26.9                                                 | 27.0                                                 | 26.7                                                 | 25.7                                                 | 25.4                                                 | 25.7                                                 | 26.2                                                 | 26.4                                                 | 26.5                                                 | 26.5                                                 | 26.3                                                 |
| Temp. media (°C)                                     | 23.0                                                 | 23.2                                                 | 23.5                                                 | 23.7                                                 | 23.5                                                 | 22.7                                                 | 22.3                                                 | 22.5                                                 | 22.8                                                 | 23.0                                                 | 23.1                                                 | 23.2                                                 | 23                                                   |
| Temp. mín. media (°C)                                | 21.1                                                 | 21.2                                                 | 21.4                                                 | 21.5                                                 | 21.4                                                 | 20.7                                                 | 20.1                                                 | 20.0                                                 | 20.3                                                 | 20.5                                                 | 20.6                                                 | 13.0                                                 | 20.2                                                 |
| Precipitación total (mm)                             | 342                                                  | 431                                                  | 409                                                  | 357                                                  | 229                                                  | 100                                                  | 71                                                   | 44                                                   | 62                                                   | 86                                                   | 100                                                  | 189                                                  | 2420                                                 |
| Días de precipitaciones (≥ 1.0 mm)                   | 21                                                   | 20                                                   | 21                                                   | 20                                                   | 19                                                   | 15                                                   | 13                                                   | 9                                                    | 12                                                   | 14                                                   | 14                                                   | 18                                                   | 196                                                  |
| Horas de sol                                         | 111.6                                                | 123.2                                                | 148.8                                                | 129                                                  | 105.4                                                | 63                                                   | 52.7                                                 | 46.5                                                 | 45                                                   | 49.6                                                 | 60                                                   | 86.8                                                 | 1021.6                                               |
| Humedad relativa (%)                                 | 89                                                   | 90                                                   | 89                                                   | 89                                                   | 89                                                   | 88                                                   | 88                                                   | 86                                                   | 85                                                   | 85                                                   | 84                                                   | 86                                                   | 87.3                                                 |
| Fuente: Climate-data.org                             |                                                      |                                                      |                                                      |                                                      |                                                      |                                                      |                                                      |                                                      |                                                      |                                                      |                                                      |                                                      |                                                      |

## Política
Territorialmente, la ciudad de El Carmen está organizada en 2 parroquias urbanas, mientras que existen 2 parroquias rurales con las que complementa el aérea total del Cantón El Carmen. El término "parroquia" es usado en el Ecuador para referirse a territorios dentro de la división administrativa municipal.
La ciudad y el cantón El Carmen, al igual que las demás localidades ecuatorianas, se rige por una municipalidad según lo previsto en la Constitución de la República. El Gobierno Autónomo Descentralizado Municipal de El Carmen, es una entidad de gobierno seccional que administra el cantón de forma autónoma al gobierno central. La municipalidad está organizada por la separación de poderes de carácter ejecutivo representado por el alcalde, y otro de carácter legislativo conformado por los miembros del concejo cantonal.
La Municipalidad de El Carmen, se rige principalmente sobre la base de lo estipulado en los artículos 253 y 264 de la Constitución Política de la República y en la Ley de Régimen Municipal en sus artículos 1 y 16, que establece la autonomía funcional, económica y administrativa de la Entidad.

### Alcaldía
El poder ejecutivo de la ciudad es desempeñado por un ciudadano con título de Alcalde del Cantón El Carmen, el cual es elegido por sufragio directo en una sola vuelta electoral, sin fórmulas o binomios en las elecciones municipales. El vicealcalde no es elegido de la misma manera, ya que una vez instalado el Concejo Cantonal se elegirá entre los ediles un encargado para aquel cargo. El alcalde y el vicealcalde duran cuatro años en sus funciones, y en el caso del alcalde, tiene la opción de reelección inmediata o sucesiva. El alcalde es el máximo representante de la municipalidad y tiene voto dirimente en el concejo cantonal, mientras que el vicealcalde realiza las funciones del alcalde de modo suplente mientras no pueda ejercer sus funciones el alcalde titular.
El alcalde cuenta con su propio gabinete de administración municipal mediante múltiples direcciones de nivel de asesoría, de apoyo y operativo. Los encargados de aquellas direcciones municipales son designados por el propio alcalde. Actualmente, la alcaldesa de El Carmen es Mayra Cruz, elegida para el periodo 2023 - 2027.

### Concejo cantonal
El poder legislativo de la ciudad es ejercido por el Concejo Cantonal de El Carmen el cual es un pequeño parlamento unicameral que se constituye al igual que en los demás cantones mediante la disposición del artículo 253 de la Constitución Política Nacional. De acuerdo a lo establecido en la ley, la cantidad de miembros del concejo representa proporcionalmente a la población del cantón.
El Carmen posee 7 concejales, los cuales son elegidos mediante sufragio (Sistema D'Hondt) y duran en sus funciones cuatro años pudiendo ser reelegidos indefinidamente. De los siete ediles, 6 representan a la población urbana mientras que uno representa a las 2 parroquias rurales. El alcalde y el vicealcalde presiden el concejo en sus sesiones. Al recién instalarse el concejo cantonal por primera vez los miembros eligen de entre ellos un designado para el cargo de vicealcalde de la ciudad.

### División Política
El cantón se divide en parroquias que pueden ser urbanas o rurales y son representadas por los Gobiernos Parroquiales ante la Alcaldía de El Carmen. La urbe tiene 2 parroquias urbanas:
- 4 de diciembre
- El Carmen

## Turismo
En el cantón El Carmen existen números lugares turísticos en los que se destacan los siguientes:
- "Balnerio LI-VIS-MAY": el balneario LI-VIS-MAY, es muy visitado en el Cantón, por sus habitantes y así mismo por turistas de otras ciudades; debido a ser el más cercano, con un promedio de 2 km, en la vía a San Luis de Cajones (RIO CAJONES). Las personas del cantón mismo hasta emprenden caminatas para llegar al lugar por su cercanía. Cuenta con bares de comida y bebidas, pista de baile, el río que es muy seguro y también hay una piscina para infantes.

- Balneario las Minas: el Balneario las Minas es muy visitado tanto por turistas y habitantes del cantón, este balneario tiene pista de baile, bares y amplio parqueadero. El Balneario las Minas ubicado en el km 18, en la vía el Carmen-Pedernales, posee un clima cálido y húmedo.

- Cascada El Salto del Pintado: una alternativa de esparcimiento y turismo para amantes de la naturaleza y gustan pasar momentos tranquilos en medio de la naturaleza. La Cascada El Salto del Pintado donde los sentidos del hombre pueden captar la variedad de sonidos que ofrece la naturaleza, gracias a la tranquilidad de la zona. Se encuentra ubicada a pocos kilómetros del cantón el Carmen. Posee un clima cálido y húmedo.

- Balneario San Felipe: a 2 km hacia dentro de la vía se encuentra este paraíso escondido donde podemos disfrutar de su rica comida, sus piscinas, sus canchas de boli, indor, y fútbol y una pista de baile para recepciones. En el lugar podemos admirar la variedad de plantas y árboles en su estado silvestre ideal para vacaciones, nos proporciona piscinas para la pesca de tilapia y poderla comer en el mismo instante gracias a los diferentes bares que en el lugar existen. Lo encontramos ubicado en la vía El Carmen-El porvenir-Bramadora.

- Cascada de Armadillo: este salto tiene una quebrada con laderas abruptas y cubiertas de vegetación, en algunas partes están cubiertas con vegetación propia y hacia el oeste está dominada completamente por la presencia del salto parte del lecho con grandes bloques de conglomerado. Las riberas son suavemente irregulares, continuada por pendientes abruptas hacia el este y oeste. Hacia la ribera oriental este se forma una pendiente mucho más suave de aproximadamente 20º y origina una pequeña playa, la misma que está compactada por herbáceas propias de riberas de río y árboles de raíces grandes y superficiales, los mismos que están conteniendo las orillas. Esta cascada se encuentra en la parroquia San Ramón del Armadillo; tiene una caída de agua de 10 m, el ancho es de 30 a 40 m aproximadamente.

- Balneario "Isla Tropical": paisaje de este balneario prácticamente dominado por arboledas, a lo largo del cauce del río se encuentran aglomeraciones de bloques rodados los cuales están situados o dispuestos transversalmente, frenando la velocidad de desplazamiento y permitiendo la formación debajo del puente. La presencia del puente y del camino de acceso, así como de viviendas incorpora elementos urbanos a un paisaje de tipo rural, que aprovecha el recorrido en pendiente suave del río así como los grandes bloques desprendidos y arrastrados que junto a pequeñas playas y riberas conserva, no obstante, tiene un notable valor escénico. Se encuentra en la parroquia San Luis de Cajones, en el sitio Río Cajones. El ancho de este balneario corresponde a 10 metros aproximadamente.

- Balneario los Chiros: el balneario, consta con un río llamado "Rio Chila" el cual es muy caudaloso, tiene un amplio parqueadero, bares de comida, canchas de vóley, indor sala de billares y una amplia pista para bailes y recepciones. Visitar este Balneario es una excelente opción, porque además de las grandes bondades que ofrece la naturaleza, cuenta con una riqueza inagotable como es su gente, que se caracteriza por ser sencilla, hospitalaria, alegre, que hace que los extraños se sientan como en casa. Este balneario se encuentra ubicado en la vía el Carmen-Pedernales.

## Demografía
El Cantón forma parte del Área Metropolitana que conforma los cantones Tsáchilas de Santo Domingo y La Concordia (anteriormente cantón de Esmeraldas) y el cantón manabita de El Carmen que está ubicada a 29 km de Santo Domingo de los Colorados y unida por medio de la Vía Colectora Santo Domingo-Rocafuerte en la cual el segmento entre Santo Domingo a El Carmen es de 4 carriles dándole un sentido de Autopista. La Población de los tres cantones fusionadas es de casi medio millón de habitantes (499.958 habitantes contada en el censo 2010) y es por lo tanto la 5.ª área metropolitana más poblada del país, siendo superadas por las zonas metropolitanas de Guayaquil, Quito, Manta-Portoviejo y Cuenca-Azogues. y justo adelante al Área Metropolitana de Quevedo.
Según el último censo de población y vivienda realizado en Ecuador en 2010, el cantón El Carmen tiene una población de 89.021, personas, de las que 45.517 son hombres y 43.504 mujeres. En 2001 la población representó el 5,9 % del total de la Provincia de Manabí. Entre 1990 y 2001, creció a un ritmo del 2,3% promedio anual. El 52,3% de su población residía en 2001 en el área rural y se caracteriza por ser una población joven, ya que el 46,8% tenía menos de 20 años. Los datos preliminares del censo de 2010 indican un crecimiento de la población en Manabí con respecto al 2001 del 10.15%, pero aún no están disponibles las estadísticas del cantón, si bien puede anticiparse una tendencia similar.
Desde 1974, la población de El Carmen se ha duplicado, y se ha distribuido de forma homogénea entre el campo y la ciudad. En 2001, el analfabetismo en el cantón alcanzó al 11.4% de la población, siendo mayor en los hombres del área rural con el 13%. La densidad poblacional del cantón se calculó en 2001 en 56.2 habitantes por kilómetro cuadrado, con un total de 17.378 viviendas construidas.
Con relación a los servicios básicos, el censo de 2001 reveló que la cobertura de agua potable era del 38.5%, mientras que 44.7% de la población se abastecían de pozos. El porcentaje restante lo hacía de ríos, carros repartidores y otros medios. La red pública de alcantarillado cubría solamente al 13.1% de la población. La electricidad llegaba al 76.3% de la población, mientras que tenían teléfono fijo el 11.8% de los habitantes del cantón.
En 2001, el 35% de los carmenses declararon ser solteros, seguidos por el 33.8% de unidos y el 23.5% de casados.

## Economía
En la agricultura se cultiva el plátano barraganete, café, cacao, maíz y gran variedad de frutas. En la ganadería se destaca la cría de ganado vacuno, equino, porcino y aves de corral. El comercio es muy activo, especialmente a través de la carretera Quito - Santo Domingo - El Carmen - Flavio Alfaro - Chone. las mismas que actualmente ya son de primer orden. El paisaje y al vegetación atraen la atención de los turistas, como sus principales fiestas, realizadas el 3 de julio, aniversario de cantonización y el 16 de julio, en honor a la Virgen de El Carmen.
La riqueza del cantón ha permitido generar grandes volúmenes de materia prima y productos diversos que han servido para la exportación externa y el abastecimiento interno, otra de las actividades productivas principales son la ganadería y sus derivados, por esto se cree necesario incorporar al servicio productivo, a los sectores principales que lo constituyen los medianos y pequeños productores del campo, los mismos que al no estar organizados ven casi siempre perdida su producción por el bajo volumen y la dificultad de transportar el producto a los centros de alto consumo.
En la gastronomía sobresale el seco y caldo de gallina criolla, platos a base de pescado de río y el seco de guanta.